# Lone Tree (Colorado)
Lone Tree és una població dels Estats Units a l'estat de Colorado. Segons el cens del 2000 tenia 4.873 habitants.

## Demografia
Segons el cens del 2000, Lone Tree tenia 4.873 habitants, 1.848 habitatges, i 1.367 famílies. La densitat de població era de 1.093,9 habitants per km².
Dels 1.848 habitatges en un 38,7% hi vivien nens de menys de 18 anys, en un 67% hi vivien parelles casades, en un 4,9% dones solteres, i en un 26% no eren unitats familiars. En el 19,5% dels habitatges hi vivien persones soles l'1,7% de les quals corresponia a persones de 65 anys o més que vivien soles. El nombre mitjà de persones vivint en cada habitatge era de 2,64 i el nombre mitjà de persones que vivien en cada família era de 3,08.
Per edats la població es repartia de la següent manera: un 28,3% tenia menys de 18 anys, un 5,4% entre 18 i 24, un 34,5% entre 25 i 44, un 28% de 45 a 60 i un 3,9% 65 anys o més.
L'edat mediana era de 37 anys. Per cada 100 dones de 18 o més anys hi havia 94,7 homes.
La renda mediana per habitatge era de 96.308 $ i la renda mediana per família de 109.003 $. Els homes tenien una renda mediana de 90.690 $ mentre que les dones 43.125 $. La renda per capita de la població era de 46.287 $. Entorn de l'1,2% de les famílies i l'1,4% de la població estaven per davall del llindar de pobresa.

## Poblacions més properes
El següent diagrama mostra les poblacions més properes.